# Gina Bovaird
Gina Bovaird (* 29. Mai 1949 in Boston, Massachusetts) ist eine ehemalige US-amerikanische Motorradrennfahrerin und die einzige Frau, die in der 500-cm³-Klasse der Motorrad-Weltmeisterschaft startete.
Gina Bovaird war die erste Frau, die sich in einem AMA-Rennen unter den ersten zehn Fahrern platzierte. 1979 nahm sie an dem in Amerika sehr berühmten Rennen Daytona 200 Motorcycle Race auf dem Daytona International Speedway teil. Sie brach den Rekord für den schnellsten Neuling mit einer Durchschnittsgeschwindigkeit von 228 km/h. Bovaird wurde daraufhin 1980 vom Veranstalter des Rennens in Brands Hatch (Großbritannien) eingeladen, wo sie auf einer weißen Yamaha TZ 500 fuhr, die keinerlei Werbung trug.
1981 versuchte sie sich ohne Erfolg bei einigen Rennen in der 500-cm³-Klasse der Motorrad-Weltmeisterschaft zu qualifizieren. Beim Großen Preis von Deutschland in Hockenheim trat sie auch auf einer MBA 125 in der 125-cm³-Klasse an. 1982 boykottierten die japanischen Werksteams den Grand Prix von Frankreich in Nogaro. Dort gelang es Bovaird, sich auf ihrer Yamaha TZ 500 zu qualifizieren. Im Rennen schied sie aus.